# Processo uncinado da costela

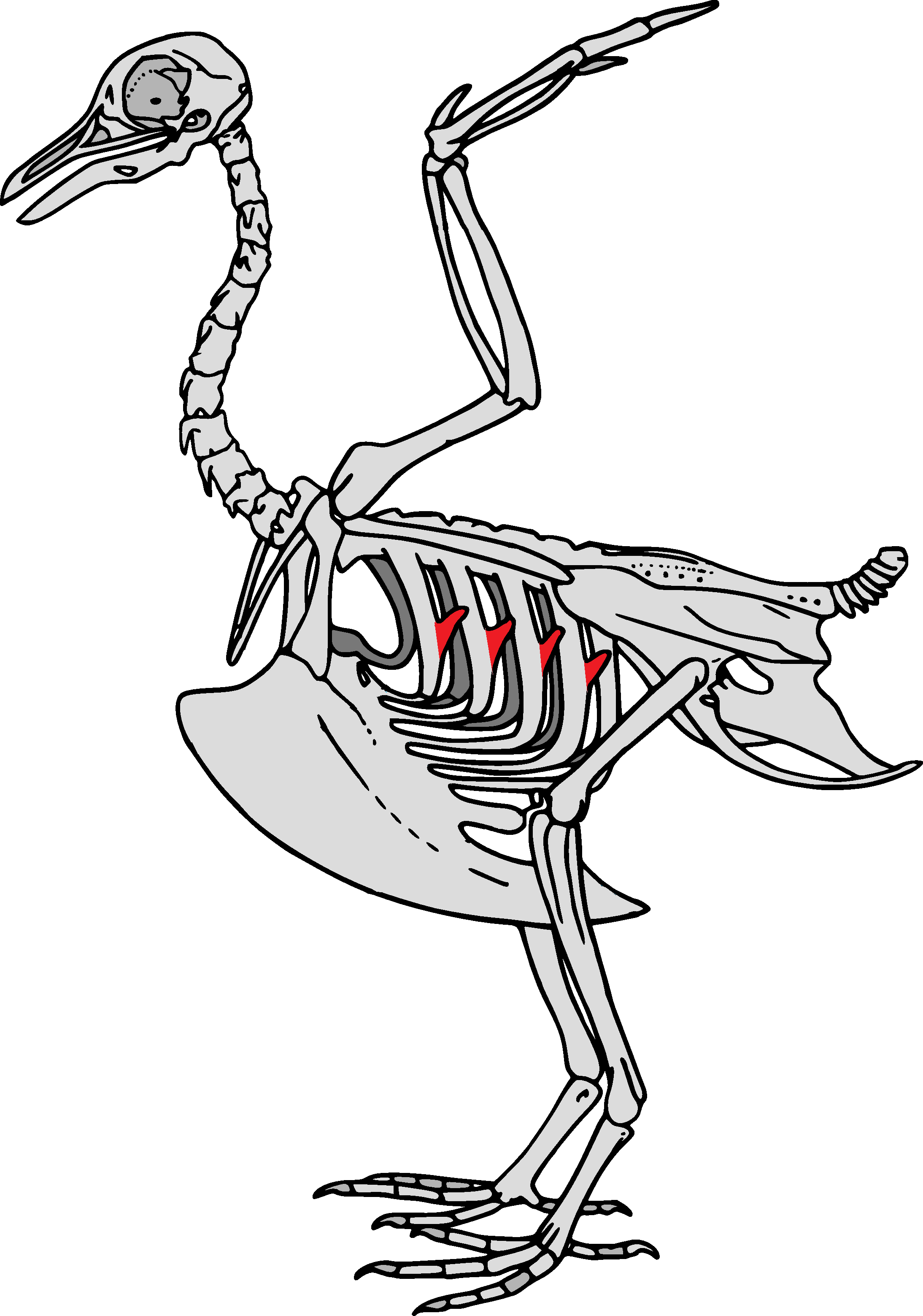
Representação do esqueleto de ave na qual se salientam os processo uncinados

Os processos uncinados das costelas são extensões de osso que se projectam em direcção caudal a partir do segmento vertical de cada costela. Uncinado em latim significa 'em forma de gancho'. Encontram-se em aves (excepto os Anhimidae), répteis e nos primeiros anfíbios (Ichthyostega).
Estes processos podem servir como ponto de união dos músculos escapulares, e ajudam a reforçar o solapamento da caixa torácica com as costelas que estão por trás destes. Também desempenham um papel na respiração ao aumentarem a eficiência dos músculos envolvidos na inspiração como os músculos apendicocostais. Os processos são curtos nas aves ambulantes e compridos nas espécies mergulhadoras e apresenam comprimento intermédio em aves não-especializadas. As aves da família Anhimidae são as únicas que carecem destes processos. O processo também pode ser observado em alguns Enantiornithes. Embora os processos ósseos uncinados sejam exclusivos das aves, existem também processos unicinados cartilaginosos em crocodilos. Os processos uncinados também se encontraram em fósseis como Sphenodon, Caudipteryx, ovirraptóridos, Confuciusornis e Chaoyangia, no entanto isso não ocorre no Archaeopteryx.